# Лорейро, Кико
Педро Энрике «Кико» Лорейро (порт. Pedro Henrique «Kiko» Loureiro, род. 16 июня 1972, Рио-де-Жанейро, Бразилия) — бразильский музыкант, гитарист, наиболее известный как член групп Angra и Megadeth. Наряду с другим гитаристом и основным композитором Angra, Рафаэлем Биттенкуртом, принимал участие во всех записях группы.
Лорейро начал играть на акустической гитаре в 11 лет. Он обучался у бразильских гитаристов, Педро Буэно и Альдо Д’Исеп. Вдохновленный такими музыкантами, как Эдди ван Хален, Джимми Пейдж, Джимми Хендрикс, Tiny Tim и Рэнди Роадс, он в 13 лет переключился на электрогитару, а в 16 уже играл в двух группах, Legalize и A Chave, а также в ночных клубах в Сан-Паулу. В 19 лет он присоединился к Пауэр-метал группе Angra, в которой играл до 2017 года. С 2015 стал постоянным участником американской трэш-метал группы Megadeth.
Известен своим навыком игры на гитаре, зачастую смешивая такие техники как двуручный тэппинг, свип (полный проход арпеджио), искусственные и натуральные флажолеты а также комбинируя легато и стаккато за один оборот. Он также известен своими учебными и демонстрационными видео с разбором, а также появлением на обложках журналов «Cover Guitarra», «Guitar & Bass», и «Young Guitar».
В дополнение к достижениям в рок и метал музыке, Лорейро также исполнял гитарные партии в песнях различных исполнителей, таких как, например Пасквини, Джанкарло (песни «Fevernova», «Ring of Fire» и «The Road is on Fire»).
Кроме родного португальского Кико говорит на французском, испанском, финском и английском.
Лорейро — левша, но играет на гитаре для правшей.

## Дискография

### Соло-Проекты
- No Gravity (JVC/Victor Entertainment, 2005)
- Universo Inverso (Victor Entertainment/Seoul, 2006)
- Fullblast (JVC/Victor Entertainment, 2009)
- Sounds of Innocence (Victor Entertainment, 2012)
- Open Source (2020)
- Theory of Mind (2024)

Видеоуроки
- Guitarra Rock (1993)
- Os Melhores Solos e Riffs do Angra (2003)
- Tecnica e Versatilidade (2003)
- Guitarra Tecnica Para Iniciantes (2009)
- Rock Fusion Brasileiro (2009)
- Creative Fusion (2010)

### Angra
- Reaching Horizons (originally released in 1992, reissued in 1997)
- Angels Cry (JVC Japan, 1993)
- Evil Warning EP (1994)
- Holy Land (Gravadora Eldorado, 1996)
  - Make Believe Part 1 single (1996)
  - Make Believe Part 2 single (1997)
  - Make Believe Part 3 single (1997)
  - Make Believe Part 4 single (1997)
- Freedom Call EP (1996)
- Holy Live live EP (1997)
- Fireworks (SPV GmbH/Century Media Records, 1998)
  - Lisbon single (1998)
  - Rainy Nights single (1998)
- Rebirth (SPV GmbH/Steamhammer, 2001)
  - Acid Rain single (2001)
- Hunters and Prey EP (SPV GmbH/Steamhammer, 2002)
- Rebirth World Tour – Live in São Paulo live album and video (BMG/Victor Entertainment, recorded in 2001 and released in 2003)
- Temple of Shadows (SPV GmbH/Steamhammer, 2004)
  - Wishing Well single (2004)
- Aurora Consurgens (SPV GmbH/Steamhammer, 2006)
  - The Course of the Nature single (2006)
- Aqua (SPV GmbH/Steamhammer, 2010)
- Secret Garden (JVC, Universal Music, Edel Music, 2014)

### Тарья Турунен
- My Winter Storm (2007)
- The Seer EP (2008)

### Neural Code
- Neural Code (2009)

### Paco Ventura Black Moon
- Arabestia (2015)

### Megadeth
- Dystopia (2016)
- The Sick, the Dying… and the Dead! (2022)